# Justin.tv

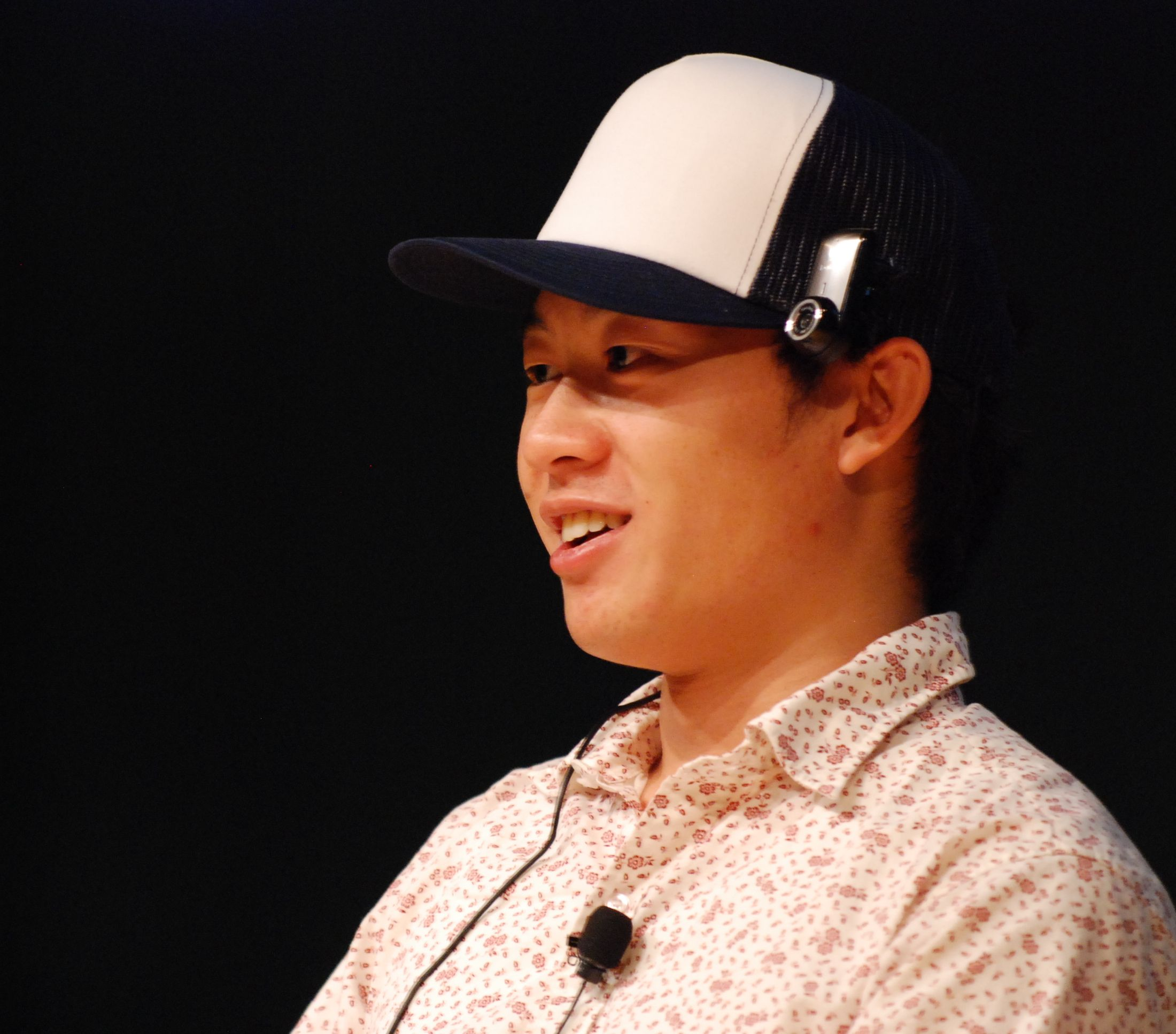
Justin Kan 2007 auf der Gnomedex

Justin.tv inc. war eine Website, die es ihren Benutzern erlaubte, Videos per Live-Streaming ins Internet zu übertragen. Die Website wurde 2007 von Justin Kan gegründet. Sitz des gleichnamigen Unternehmens war San Francisco. 2011 wurde die erfolgreichste Sparte Live-Computerspieleübertragung als Twitch ausgegründet. Am 5. August 2014 wurde Justin.tv eingestellt und nur noch Twitch fortgeführt.

## Geschichte
Die Idee von Justin.tv geht zurück auf die Idee des Gründers und Yale-Absolventen Justin Kan, sich 24 Stunden live im Internet zu zeigen. Über das seinerzeit neuartige Projekt berichteten auch bekanntere Medien wie Today Show, CNET Live, Nightline und World News Tonight. Im Anschluss wurde Justin.tv als Y-Combinator-Startup gegründet von Justin Kan, Emmett Shear, Michael Seibel und Kyle Vogt. Justin.tv ging am 19. März 2007 online. Im selben Jahr beteiligte sich Alsop Louie Partners an dem Unternehmen.
Im Juni 2011 wurde die Schwesterseite Twitch.tv gegründet.
Mehrfach befand sich Justin.tv im Alexa Internet Ranking unter den 1000 meistbesuchten Websites weltweit. Nach Angaben des Betreibers werden monatlich 300 Millionen Videos mit einer Spieldauer von 50 Millionen Stunden über die Webseite betrachtet, sekündlich startet ein neuer Live-Stream.
Am 5. August 2014 wurde die Website Justin.tv eingestellt, weitergeführt wird nur die Schwesterseite Twitch.tv, die sich allerdings hauptsächlich auf Streams von Computerspielen beschränkt. Die Benutzer von Justin.tv konnten die vorhandenen Daten herunterladen und bis zum 13. Februar 2015 ihr Nutzerkonto und Inhalte auf Twitch.tv verschieben („migrieren“).

## Technik
Die Übertragung und Betrachtung von Videos auf und zu Justin.tv funktionierte über Adobe Flash. Zusätzlich unterstützte Justin.tv eine Reihe weiterer Programme zur Videoübertragung, welche zum Teil eine höhere Übertragungsqualität ermöglichen. Die Webseite verwendete keine standardmäßige Übertragungsrate, sondern ermittelte diese basierend auf der Internetanbindung des Benutzers, um eine unterbrechungsfreie Übertragung zu ermöglichen. Die maximale Datenübertragungsrate war auf 1000 kbit/s für Video und 44 kHz für Ton begrenzt. Die Standardauflösung betrug 630 × 353 Pixel.
Seit 2010 war auch eine Videoübertragung mittels eigenen Apps auch von Smartphones mit Android- und iOS-Betriebssystemen möglich.
Über Streaming übertragene Inhalte konnten ähnlich wie bei vergleichbaren Angeboten wie z. B. YouTube per HTML-Snippet und die justin.tv-eigene API in eigene Webseiten und Flashanwendungen eingebunden werden.

## Kritik
Justin.tv wurde dafür kritisiert, dass urheberrechtlich geschützte Werke ebenfalls über die Website verbreitet wurden. Seit August 2009 setzte Justin.tv daher Echtzeitfilter ein, um urheberrechtlich geschützte Werke zu erkennen und die Übertragung zu unterbinden.
Am 19. November 2008 tötete sich der 19-jährige Abraham K. Biggs selbst und zeigte dies live über die Plattform.